# Hybris (banda)
Hybris es una banda española de heavy metal fundada en 2006.

## Trayectoria
Hybris es una banda de Heavy-Metal fundada, en San Cristóbal de La Laguna (Tenerife – Islas Canarias) en 2006, con la llegada de Pacho Brea (excantante de Ankhara) a la isla, y tras la amistad surgida entre él y Yeray López (guitarra del grupo).
En un principio el grupo solo contaba con tres miembros: Pacho (voz y guitarra), Yeray (guitarra) y José Lancharro (batería); la formación buscaba un bajista para complementar el instrumental básico, es entonces cuando aparece Víctor Arrocha como bajista, tras conocer a Pacho una noche de mayo de ese mismo año. 
Como ya están al completo, la cosa empieza a tomar forma, y componiendo sus propios temas. Tiempo después se dan cuenta de que sus canciones necesitan otro instrumento más para darles el toque perfecto; en ese momento entra Marcos Jiménez con sus teclas a formar parte del grupo. 
Ya la banda está completa. Durante casi año y medio estuvieron preparando lo que fue su primer disco-maqueta titulado “Otros Mundos”, el cual está compuesto por 11 temas. 
Semanas después el batería tuvo que abandonar el grupo por motivos personales y, tras una intensa búsqueda, entra a formar parte del grupo Alberto Fuentes. 
Debutaron en el escenario el 7 de diciembre de 2007, con una buena acogida entre el público tinerfeño. 
El 17 de mayo de 2008 se decide subir el disco a su página web para su descarga gratuita; teniendo en menos de un mes, más de 1000 descargas, llegando hasta las 2000 en la actualidad. 
El grupo ha dado varios conciertos junto a diversos grupos canarios (Oi! Se Arma, Asalto, Alea Jacta, ApôcrifA, Strivor etc.) y nacionales (Avulsed, Dark Moor, LEO:037, Adgar, Santelmo, Saurom, etc.); y sus instrumentos están siempre están preparados para los que puedan acontecer.
Actualmente, tras la gira “Petando culos Tour” que les ha llevado a dar conciertos por la geografía nacional, se encuentran en la última fase de creación de su tercer trabajo “Tras el cristal”, que será presentado en Santa Cruz de Tenerife de forma oficial el 9 de octubre.
Con este nuevo trabajo, empezarán la que ellos llamarán “Si bueno si no maybe tour” y que les volverá a llevar por el territorio nacional a partir de febrero a ciudades como Madrid o Zaragoza para compartir escenario junto a bandas como ArkGabriel o Sadai.

## Miembros
- Pacho Brea (Voz)
- Yeray López (Guitarra)
- Víctor Arrocha (Bajo)
- Marcos Jiménez (Teclados)
- Alberto Fuentes (Batería)

## Miembros anteriores
José Lancharro (Batería)

## Discografía
- Otros Mundos (2008)
- Hybris (2009)
- Tras el cristal (2010)
- Otros Mundos (reedición 2011)
- Instinto (2012)

## Conciertos

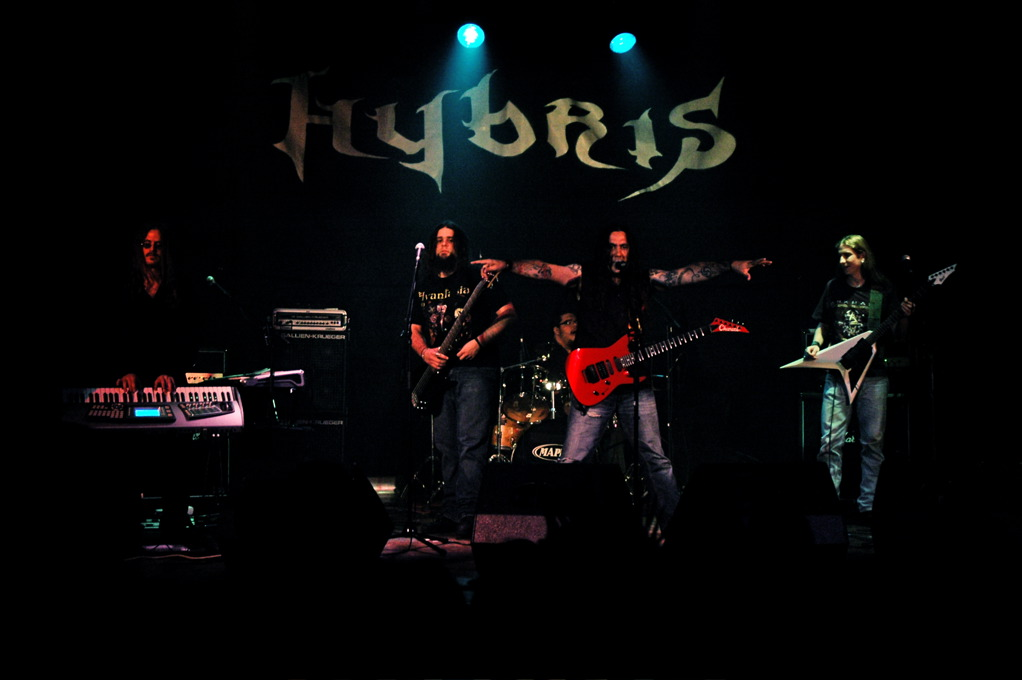
Hybris en el K-Os Rock, 2008.

- 07.12.2007 - Concierto Debut: Junto a Desert Plains (Hard Rock). Sala Box (Tenerife)
- 04.04.2008 - Concierto: Junto a Esclavitud y Kontraktura. Sala Box (Tenerife)
- 12.04.2008 - Festival K-Os Rock: Hybris + Meridian Zero + Heyzer + Dark Moor. Teatro Cine Realejos (Tenerife)
- 23.08.2008 - Goymar Fest 2008. Puertito de Güimar (Tenerife)
- 05.09.2008 - Concierto: Presentación del Disco "No Evolución" del grupo palmero Machango. Canchas de S/C de La Palma (La Palma)
- 10.10.2008 - Concierto: Hybris + Tonelada. San Segastian (La Gomera)
- 07.11.2008 - Concierto: Hybris + Asalto + Epebo. Sala Box (Tenerife)
- 06.12.2008 - Heavy X-MAS: Beta + The Mansion + Dead Anyway + Hybris + Asalto. Casino de La Guancha (Tenerife)
- 24.01.2009 - San Bartolo Fest: Oi! se arma + La Gran Banda Mandinga + Desacato + Hybris + Hot Vulcan Stompers. Sala Inca (Tenerife)
- 09.05.2009 - Concierto Galicia: Hybris + Hestia. Sala Rock Club (Orense)
- 16.05.2009 - Concierto Madrid: Debut en la capital: Hybris + ArkGabriel + Cardinal. Sala El Grito (Fuenlabrada)
- 27.06.2009 - Concierto acústico: Tocaron temas propios y algunas versiones adaptadas. Pizzería Papacaña, La Cuesta (Tenerife)
- 22.08.2009 - Goymar Fest 2009: Puertito de Güimar (Tenerife)
- 29.08.2009 - Gomera Rock Festival: Tonelada + Hybris + Oi! Se Arma. San Sebastián (La Gomera)
- 12.09.2009 - Festival Winds of Rock 2009. Plaza de Agüimes (Gran Canaria)
- 18.09.2009 - Concierto Bilbao: Adgar + ArkGabriel + Hybris. El Balcón de la Lola (Bilbao)
- 19.09.2009 - Concierto Zaragoza: Adgar + Hybris + Occitania. Sala Arena Rock (Zaragoza)
- 03.10.2009 - Muestra Nedenam 2009. Plaza del mercado, Los Realejos (Tenerife)
- 24.10.2009 - Tenerife Metal Fest: Avulsed + LEO:037 + Hybris + Meridian Zero. Teatro Cine de Los Realejos (Tenerife)
- 13.12.2009 - Horizonte Rock Fest: Hybris + Ezy Ride + Marhet + We are not AC/DC + EB 11. Pub Guayota (Tenerife)
- 30.03.2010 - Underfest: Alea Jacta + Hybris + Hollow Core. Honky Tonk Express (Tenerife)
- 10.04.2010 - Concierto: Las Culebras + Hybris + Placaje 4x4. Arrecife (Lanzarote)
- 14.05.2010 - Concierto: Santelmo + Hybris + Regresión. Sala Mephisto (Barcelona)
- 15.05.2010 - Concierto: Saurom + Hybris + Sylvania. Sala XY Rock (Valencia)
- 05.06.2010 - Deeds of Metal Fest: Aggression + Omission + Hybris + Thrashtorno. Teatro Cine de los Realejos (Tenerife)
- 04.09.2010 - Festival Entrepinos 2010: Hybris + Barrio Conflictivo + Fran Baraja + Otras. La Guancha (Tenerife)
- 16.09.2010 - Fiestas del Cristo: Hybris + Oi! se Arma + SmilePlease + Gasusa. Plaza del Cristo de La Laguna (Tenerife)